# Pannello rosso
Pannello rosso sono due affreschi rinvenuti nella villa di Agrippa Postumo di Pompei e custodito all'interno del Museo archeologico nazionale di Napoli.

## Storia
Gli affreschi vennero dipinti intorno all'11 a.C. e decoravano uno dei cubicoli posti tra il peristilio e la terrazza con vista panoramica della zona residenziale della villa di Agrippa Postumo, una dimora posta nell'area suburbana di Pompei, nell'odierna Boscotrecase, sepolta dall'eruzione del Vesuvio del 79.
Furono ritrovati tra il 1903 e il 1906, in uno stato di perfetta conservazione, staccati dalla loro collocazione originale e venduti al Museo archeologico nazionale di Napoli.

## Descrizione
Si tratta di due frammenti dei pannelli laterali, uno della parete ovest e uno della parete est, della cosiddetta stanza rossa, simili nella decorazione: lo zoccolo è nero e decorato con motivi floreali, segue zona centrale in rosso divisa in due da un esile colonnina gialla da cui spuntano piccoli fiori e al centro, in una cornice, una maschera teatrale. La parte alta, sempre in rosso, ha due tralicci sulla cui estremità ci sono falchi e da cui pende un quadretto contenti grifi, in stile egittizzante.